# Euscirrhopterus klagesi
Euscirrhopterus klagesi là một loài bướm đêm trong họ Noctuidae.